# Cecilia Re
Cecilia Re (Busnago, 28 marzo 1994) è una calciatrice italiana, centrocampista del Bologna.

## Carriera

### Club
Inizia a giocare a calcio a 6 anni nell'Oratorio San Luigi (OSL) del suo paese, Busnago, fino agli esordienti, giocando nelle squadre miste con i maschi.
All'età di 9 anni Cecilia Re si tessera con la Fiamma Monza, dove fa tutta la trafila delle squadre femminili fino ad arrivare alla Campionato Primavera  a 14 anni dove dimostra qualità che convincono la società ad inserirla in rosa anche nella prima squadra.
Fa il suo debutto in Serie A il 29 marzo 2009, nella partita vinta per 1-0 sulla Riozzese.
Re gioca nella prima squadra della Fiammamonza per sei stagioni, seguendo la squadra alla retrocessione al termine della stagione 2009-2010, trovando il suo primo gol nella successiva stagione in Serie A2, quindi la riconquista, per ripescaggio, della Serie A a fine campionato 2011-2012. Al suo ritorno nella massima serie un grave infortuno la obbliga però a disertare i campi di gioco per la seconda parte della stagione 2012-2013, facendo mancare alla squadra il suo apporto che conclude il campionato retrocedendo nuovamente in A2. Questa è l'ultima stagione in Fiammamonza, dalla quale si congeda con un tabellino personale di 7 reti su 76 presenze.
Nel 2013 decide di trasferirsi a Johnson City, Tennessee, negli Stati Uniti d'America per frequentare la East Tennessee State University (ETSU), dove viene inserita in rosa nella squadra universitaria di calcio femminile, le Lady Buccaneers. Al suo primo anno (2013) è impiegata in 16 occasioni andando a segno 2 volte, ed è tra le sei giocatrici che superano i 1 000 minuti in campo. Realizza nuovamente una rete nelle 20 partite disputate nella stagione 2014 e una la stagione successiva.
Ai primi di luglio 2017 è rientrata in Italia, firmando un contratto con il Mozzanica e giocare nella Serie A.
Nell'estate 2019 il Mozzanica non si iscrive alla Serie A, in seguito al termine della collaborazione con l'Atalanta maschile e Re si accorda con le toscane della Florentia S.G., altra squadra della massima serie.
Nell'estate 2021, dopo essere stata svincolata dal Florentia San Gimignano, che aveva ceduto il titolo sportivo di Serie A alla Sampdoria, si è trasferita proprio alla Sampdoria.
Dopo essere diventata primatista di presenze del club blucerchiato, esso rinuncia all'iscrizione alla Serie B 2025-2026 in seguito alla retrocessione della stagione precedente; così Re si accasa al Bologna.

### Nazionale
Cecilia Re viene selezionata per vestire la maglia della nazionale italiana Under-17 dal 2010 facendo il suo debutto in una competizione UEFA il 20 settembre nella partita vinta per 4-0 sulle pari età della Bulgaria valida per il primo turno di qualificazione all'edizione 2011 del campionato europeo di categoria.
In seguito passa alla nazionale italiana Under-19 con la quale, al termine del campionato europeo U-19 2012 conquista la qualificazione ai Mondiali Under-20 in Giappone e dove viene impiegata due volte.